# سیارک ۱۰۳۲۷
سیارک ۱۰۳۲۷ (به انگلیسی: 10327 Batens، نامگذاری:1990WQ6) ده هزار و سیصد و بیست و هفتمین سیارک کشف شده‌است که در ۲۱ نوامبر ۱۹۹۰ کشف شد.
قدر مطلق سیارک برابر ۱۴٫۹۰ است.